# Елеонора Кастильська (1241—1290)
Елеонора Кастильська (осінь 1241 — 28 листопада 1290) — графиня Понтьє, королева-консорт Англії. Перша дружина короля Англії Едуарда І.

## Біографія
Елеонора була дочкою короля Кастилії та Леону Фердинанда ІІІ і його другої дружини, графині Понтьє та Омаля Іоанни І. Дата народження встановлена згідно опису церемонії роковин: 49 свічок вказували на тривалість життя, оскільки її батько повернувся з війни в Андалузії в лютому 1241, скоріш за все Елеонора народилась в жовтні/листопаді 1241 (до 28 листопада).
Була заручена з майбутнім королем Наварри Теобальдом ІІ, але його мати Маргарита Бурбонська розірвала заручини в 1252 році.
В 1254 році єдинокровний брат Елеонори Альфонсо X уклав договір з королем Англії Генріхом ІІІ, згідно якого Елеонора мала вийти заміж за старшого сина Генріха Едуарда. В придане надавались сумнівні права кастильських королів на південно-французьке герцогство Гасконь.
Весілля Елеонори і Едуарда відбулось 18 жовтня 1254 в Бургосі.
Про перші роки життя Елеонори в Англії практично нічого не відомо. Під час баронської смути 1260-х вона активно підтримувала інтереси чоловіка, викликавши зі свого графства Понтье (успадкованого від матері) загін лучників. Під час полону Едуарда була під охороною в Вестмінстерському палаці.
З 1266 року, коли повсталі барони були розбиті в битві при Івшемі, Едуард почав відігравати значну роль в управлінні державою, і Елеонора як його дружина стала вважатися однією з важливих політичних фігур. У 1270 супроводжувала чоловіка в хрестовому поході. Під час облоги Акра Едуард був поранений кинджалом і вирішив повертатися додому. Подружжя покинуло Палестину в вересні 1272 року і по дорозі в Англію дізнался про смерть короля Генріха III.
Ставши королевою, Елеонора супроводжувала чоловіка у всіх військових походах. Під час одного з них, в Уельсі, в 1284 році народила сина Едуарда, який там же був коронований як принц Уельський.
Елеонора померла 28 листопада 1290 року і була похована в Вестмінстерському абатстві. На згадку про неї Едуард наказав спорудити 12 хрестів, кожен було зведено у місцях нічних зупинок похоронного кортежу, в тому числі знаменитий Чарінг-кросс.

## Сім'я

### Чоловік
Едуард I (король Англії) (17 червня 1239 — 7 липня 1307) — король Англії з династії Плантагенетів, який правив між 1272 та 1307 роками і приєднав до Англії Уельс. Едуард I був четвертим королем Англії з таким ім'ям (більш того, названий на честь попереднього, Едуарда Сповідника), але прийняв номер I, вважаючи початком сучасної йому англійській монархії норманське завоювання 1066 року.

### Діти
1. Дочка (29 травня 1255) — померла одразу після народження. Похована в домініканській церкві в м. Бордо, Франція.
2. Катерина (до 17 червня 1264 — 5 вересня 1264) — померла в дитинстві. Похована в Вестмінстерському абатстві.
3. Іоанна (січень/літо 1265 — до 7 вересня 1265) — померла немовлям. Похована в Вестмінстерському абатстві.
4. Іоанн (13 липня 1266 — 3 серпня 1271) — помер в дитинстві, в Воллінгфорді, перебував під опікою Річарда (графа Корнуолла). Похований в Вестмінстерському абатстві.
5. Генріх (6 травня 1268 — 16 жовтня 1274) — помер в дитинстві, кронпринц Англії з 16 листопада 1272. Похований в Вестмінстерському абатстві.
6. Елеонора (18 червня 1269 — 29 серпня 1298) — перша дитина Едуарда та Елеонори, яка дожила до зрілого віку. Була заручена з королем Арагону Альфонсо ІІІ до його смерті в 1291 році. 20 вересня 1293 вийшла заміж за графа Бара Генріха ІІІ. Мати графа Бара Едуарда І.
7. Юліана (травень — 5 вересня 1271) — народилась та померла в Палестині.
8. Іоанна (квітень 1272 — 23 квітня 1307)
9. Альфонсо (24 листопада 1273 — 19 серпня 1284) — граф Честер, кронпринц Англії з 16 жовтня 1274. Народився в м. Байонна, герцогство Гасконь. Помер у віці десяти років. Похований в Вестмінстерському абатстві.
10. Маргарита (15 березня 1275 — після 11 березня 1333) — герцогиня-консорт Брабанту (з 3 травня 1294 по 27 жовтня 1312), дружина герцога Іоанна ІІ з 8 липня 1290. Мати герцога Брабанту Іоанна ІІІ, який народився через 10 років подружнього життя і був єдиною дитиною пари.
11. Беренгарія (травень 1276 — 7 червня 1277/1278) — померла немовлям. Похована в Вестмінстерському абатстві.
12. Дочка (січень 1277 — січень 1278) — померла немовлям. Похована в Вестмінстерському абатстві.
13. Марія (11 березня 1278[4] — до 8 липня 1332[5]) — народилась у Вудстоку. Бабуся Марії Елеонора Прованська ще до народження принцеси вирішила віддалитись в монастир Еймсбері у Вілтширі. Вона виступала за те, щоб Марія і інша її внучка Елеонора Бретонська, присвятили життя служінню Богу в якості бенедиктинок. Незважаючи на опір матері принцеси[6][7], Марія була присвячена в День Вознесіння в 1285 році в Еймсбері разом з тринадцятьма дочками англійського дворянства, кузина принцеси Елеонора Бретонська пішла в монастир чотирма роками раніше, а їхня бабуся — в червні 1286 року[8]. Формально черницею Марія стала тільки в грудні 1291 року, коли дівчинці виповнилося дванадцять років[9][10][11]. Незважаючи на те що Марія стала монахинею вона до кінця життя багато подорожувала по країні як представниця монастиря.
14. Син (1280/81) — помер немовлям.
15. Єлизавета (7 серпня 1282 — 5 травня 1316) — за першим шлюбом графиня-консорт Голландії (з 8 січня 1297 по 10 листопада 1299), дружина Іоанна І, дітей не мали. За другим шлюбом графиня-консорт Герефорда (з 14 листопада 1302 по 5 травня 1316), дружина Гемфрі III.
16. Едуард (25 квітня 1284 — 21 вересня 1327) — король Англії (з 7 липня 1307 по 20 січня 1327).